# Dmitrij Konstantinovič Romanov
Dmitrij Konstantinovič Romanov (in russo Дмитрий Константинович Романов?; Strel'na, 13 giugno 1860 – Pietrogrado, 28 gennaio 1919) è stato uno dei figli del granduca Konstantin Nikolaevič di Russia e della moglie Alessandra di Sassonia-Altenburg, nonché primo cugino dello zar Alessandro III.
Perseguì la carriera militare. Pur non avendo mai avuto un ruolo politico decisivo nella vita del paese, come parente dello zar Nicola II di Russia, venne giustiziato da un plotone d'esecuzione lungo le mura della fortezza di Pietro e Paolo durante la guerra civile russa.

## Biografia

### Infanzia

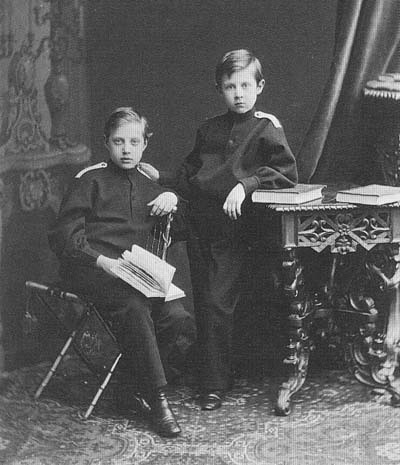
I granduchi Konstantin e Dmitrij Konstantinovič

Il granduca Dmitrij Konstantinovič nacque a Strel'na il 13 giugno 1860, terzo figlio maschio e quinto figlio del granduca Konstantin Nikolaevič Romanov e della granduchessa Aleksandra Iosifovna, nata principessa Alessandra di Sassonia-Altenburg. Quando Dmitrij aveva 7 anni la sua educazione venne affidata ad Alexei Zelenoy, un ufficiale che aveva servito sotto suo padre nella marina imperiale russa. 
Seguì lezioni di scienze, aritmetica, russo, storia, composizione e geografia, alternandole a lezioni di lingua straniera come francese, tedesco e inglese. Come tutti i membri della famiglia imperiale russa, venne destinato dalla nascita alla carriera militare. Al suo battesimo, Dmitrij venne nominato colonnello in capo onorario e un mese dopo venne arruolato di diritto nella guardia imperiale, nel 4º battaglione fucilieri.
Il padre di Dmitrij, il granduca Konstantin Nikolaevič, era ammiraglio generale della marina militare russa e i suoi figli seguirono tutti le sue orme. Dmitrij ricevette pertanto anche lezioni di tattica e gestione navale. La sua educazione religiosa lasciò in lui una notevole impronta: fu profondamente religioso in tutta la sua vita. Come entrambi i suoi genitori ebbe una notevole passione per la musica, ricevendo lezioni di canto e imparando a suonare il pianoforte ed il violino. Come studente, Dmitrij era diligente, educato e attento, capace e gentile. Era anche piuttosto introverso, preferendo la lettura ai giochi coi compagni.

### Educazione

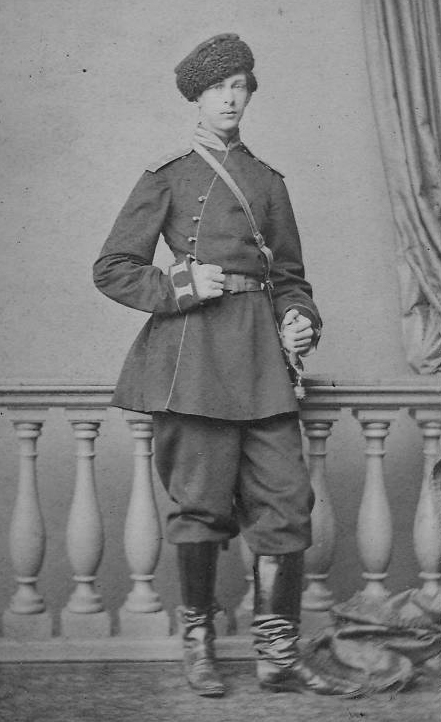
Il granduca Dmitrij negli anni della sua giovinezza

Il matrimonio dei suoi genitori non fu dei più felici e Dmitrij era ancora un bambino quando suo padre iniziò la sua nuova famiglia con la sua amante, una ballerina russa. Dmitrij aveva 14 anni quando suo fratello maggiore, il granduca Nikolaj Konstantinovič venne diseredato dal padre, dichiarato insano di mente e esiliato dopo aver rubato dei diamanti da una icona religiosa nella stanza da letto di sua madre. La granduchessa Aleksandra Iosifovna fece promettere ai suoi tre figli rimanenti di non bere mai nella loro vita, né di concedersi ai piaceri dell'esistenza, senza dimenticare i privilegi della loro ricchezza e del loro rango. Cresciuti con questa idea, i giovani ragazzi furono tutti particolarmente introspettivi.
All'età di 15 anni, Dmitrij, col fratello minore Vjačeslav, venne arruolato come cadetto. Assieme ai suoi due fratelli si impegnò in marina, in particolare nel Golfo di Finlandia. Nel 1877, a 17 anni, Dmitrij fece la propria prima apparizione pubblica come membro della famiglia imperiale, unendosi allo zar Alessandro II con suo padre ed i suoi cugini il granduca Sergej ed il granduca Pavel Aleksandrovič in un viaggio nel sud della Russia dopo la Guerra russo-turca del 1877-1878.

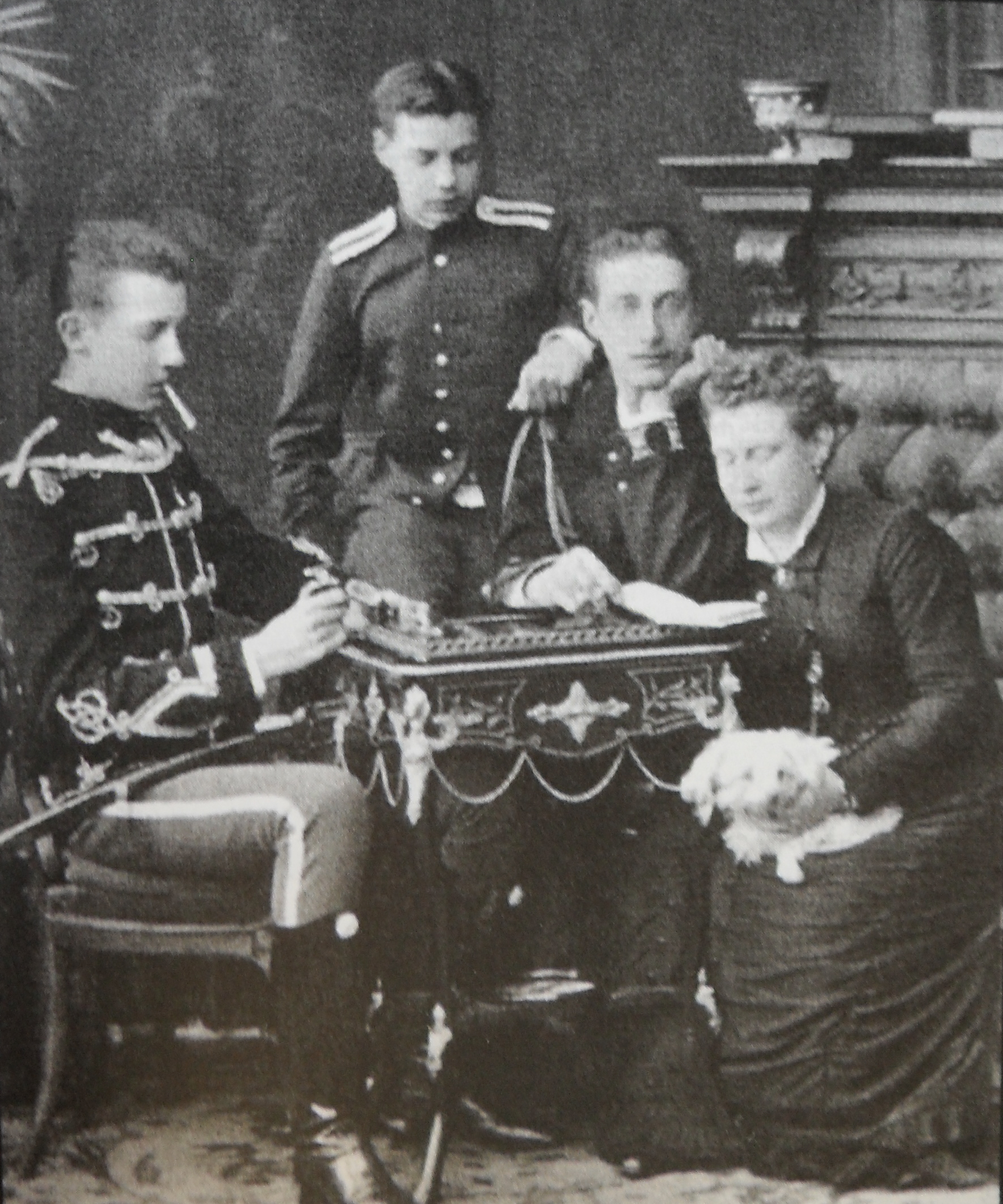
I granduchi Dmitrij, Vjačeslav e Konstantin con la loro sorella, la granduchessa Vera

Dmitrij ben presto si trovò inadatto alla carriera militare in marina e, contro il volere di suo padre, fece pressioni per passare all'esercito russo. Sfruttò una malattia di suo padre per chiedergli il permesso di passare all'altra arma. Per Konstantin fu un vero e proprio al cuore sapere che anche il suo terzo figlio aveva deciso di abbandonare la marina militare, ma Dmitrij alla fine vi riuscì con la mediazione della madre e venne accolto nella guardia imperiale nel 1879. Fu particolarmente critico nei confronti dei privilegi concessi ai membri della famiglia imperiale che nell'esercito venivano spesso promossi unicamente per il rango che ricoprivano a corte e non per i loro reali meriti.
Come i suoi genitori, Dmitrij aveva un naturale talento per la musica, ed amava particolarmente le melodie religiose della Chiesa ortodossa russa. Negli ultimi anni, era solito cantare nei cori della cappella di Strelna, al Palazzo di Marmo ed al convento Pokrovskij di Kiev.
Molto schivo, Dmitrij preferiva evitare gli eventi pubblici, preferendo fare lunghe cavalcate in solitaria da Strel'na a Znamenka, residenza di suo cugino il granduca Pëtr, di cui era sempre ospite benaccetto.  La moglie di Pëtr, la principessa Milica del Montenegro, suonava il pianoforte e spesso si ritrovava con Dmtrij per cantare canzoni popolari russe.

### Carriera militare

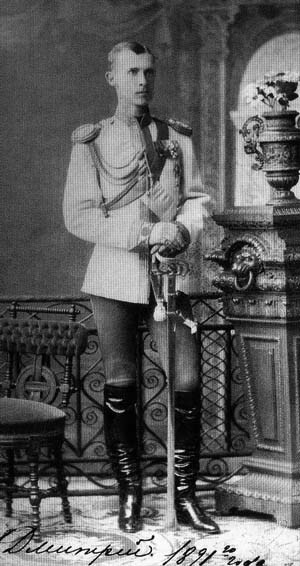
Il granduca Dmitrij nel 1891

Il 1 giugno 1880, Dmitrij Konstantinovič venne nominato a la suite di Alessandro II ed ottenne il grado di aiutante di campo. Sei mesi dopo, dopo aver completato il proprio addestramento, il granduca venne nominato tenente nel reggimento delle guardie a cavallo. Rimarrà in questo corpo militare per dodici anni, divenendone infine anche comandante.
Dopo aver completato il proprio corso all'accademia dello staff nel 1880, Dmitrij Konstantinovič venne promosso ufficiale d'ordinanza e inquadrato come aiutante imperiale nel reggimento degli zappatori. Fece la propria prima parata il 1 marzo 1881 alla presenza dello zar che venne assassinato due ore dopo.
Nel novembre del 1881, Alessandro III promosse Dmitrij Konstantinovič alla posizione di aiutante personale. I festeggiamenti per la maggiore età di Dmitrij il 26 novembre di quell'anno vennero ritardati per l'assassinio di Alessandro II e coincise col giuramento di fedeltà al nuovo sovrano.
In questi stessi anni si fece costruire una dacia a due piani presso il villaggio Krasnoe Selo, equipaggiandola con stalle ed un percorso ad ostacoli per i propri cavalli. Qui trascorse tutte le estati col suo reggimento; in primavera ed in autunno, invitava i suoi ufficiali come ospiti al suo palazzo di Strel'na, ereditato alla morte di suo padre nel 1892.
Il 6 aprile 1889, il granduca venne promosso al rango di capitano ed ottenne il comando del 2º squadrone delle guardie imperiali a cavallo. Tre anni più tardi, il 10 dicembre 1892 venne promosso al rango di colonnello ed ottenne poi il comando del reggimento dei granatieri a cavallo da parte di Alessandro III. Dmitrij fu un comandante molto popolare per quanto pretendesse il massimo dai suoi ufficiali.

### Granduca di Russia

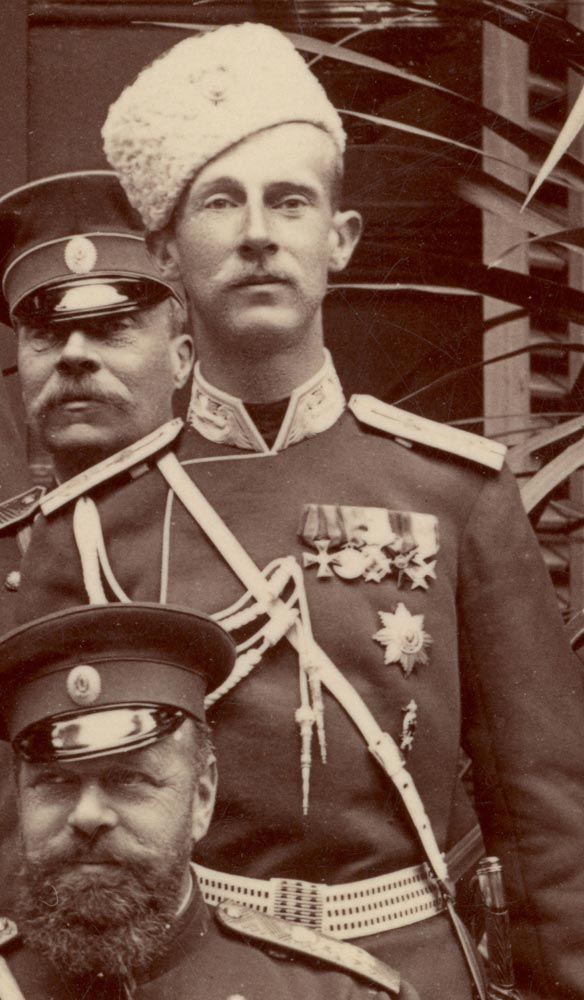
Il granduca Dmitrij. Di fronte a lui, più in basso, lo zar Alessandro III, 1893

Dmitrij era un uomo molto religioso e si assunse la tutela della chiesa dell'Apparizione della Vergine presso Strelna, chiesa reggimentale dei granatieri a cavallo. Ne commissionò l'ampliamento e un programma di rinnovamento delle decorazioni che finanziò personalmente.
La principale residenza del granduca era lo splendido palazzo di Strelna, dove visse un'esistenza misantropica sino allo scoppio della rivoluzione russa. Fece elettrificare il palazzo, vi aggiunse il telefono e delle moderne tubature per provvedere acqua calda e fredda a bagni e cucina. 
Fisicamente, Dmitrij Konstantinovič era di bell'aspetto, biondo di capelli e con occhi azzurri e piccoli baffi "alla cavaliera". A dare ancora più l'idea della sua altezza, vi erano le lunghe gambe ed il collo che apparivano molto lunghi. In una famiglia nota per maschi particolarmente alti, Dmitrij era certamente il più alto dei Romanov. La granduchessa Militsa lo considerava "il più carino ed il migliore tra i granduchi".
Aleksandr Mosolov, capo della cancelleria di corte di Nicola II, lo descriveva come "pieno di buon senso", rimarcando come Dmitrij Konstantinovič fosse "uno tra i granduchi più pieno di senso del dovere come principe e come cugino dello zar". Lo stesso Mosolov riporta di avergli fatto notare che continuare a donare ai poveri parte del proprio denaro lo avrebbe ridotto sul lastrico, ma Dmitrij Konstantinovič rispose che il suo stipendio "non è dato per farci vivere da sibariti; questi soldi sono messi nelle nostre mani per aumentare il prestigio della famiglia imperiale".
Il granduca non venne mai coinvolto in alcuno scandalo e suo cugino il granduca Aleksandr Michajlovič lo accusava di misoginia nelle sue memorie, ma quest'affermazione venne contraddetta dalle sue relazioni molto strette con i membri donne della sua famiglia. Era adorato dai membri della sua famiglia ed in particolari dei suoi nipoti. Fu particolarmente vicino ai figli di suo fratello Konstantin. Suo nipote il principe Gavriil Konstantinovič lo ricordava come una "persona meravigliosa e gentile", quasi un secondo padre.

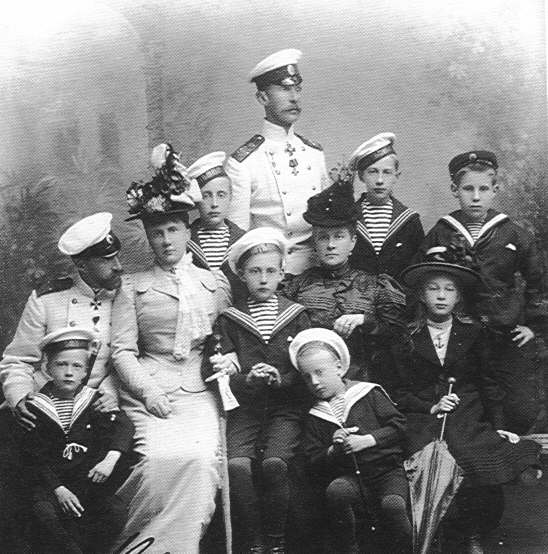
Da sinistra a destra (seduti):il principe principe Oleg, il granduca Konstantin, la granduchessa Elizaveta Mavrakievna, il principe Konstantin, Olga, regina dei greci, il principe Igor', la principessa Tat'jana; (in piedi): il principe Gavriil, il granduca Dmitrij, il principe Ivan ed il principe Cristoforo di Grecia.

Sotto il regno di Nicola II, il granduca ricevette ulteriori promozioni. Il 26 maggio 1896, venne elevato al rango di maggiore generale e, tre mesi dopo, venne nominato generale à la suite dell'entourage imperiale. Il 19 dicembre 1904, Dmitrij Konstantinovič venne promosso tenente generale e nominato aiutante generale dello zar Nicola II. Il sovrano lo nominò direttore generale delle scuderie imperiali.
La sua nuova posizione, consentì a Dmitrij Konstantinovič di viaggiare in Russia ed in Europa a selezionare i cavalli migliori. Scelse per le stalle imperiali Galtee More, il cavallo che aveva vinto il derby di Gran Bretagna, per la cifra astronomica di 200.000 rubli; non appena giunto in Russia, l'animale venne posto nelle scuderie di Carskoe Selo.  Dmitrij Konstantinovič mantenne questo incarico sino al 1905, quando venne sostituito dal maggiore generale Aleksej Zdnovič. Il 10 gennaio 1904, Dmitrij Konstantinovič lasciò anche il comando del reggimento dei granatieri della guardia. Anche se tale incarico non lo dispiaceva, la sua vista stava diminuendo rapidamente e questo gli precluse sempre più una vita militare attiva. Decise di concedere anche la sua dacia di Krasnoye Selo al reggimento della guardia a cavallo perché ne facesse un club per ufficiali.

### Ritiro dal servizio attivo

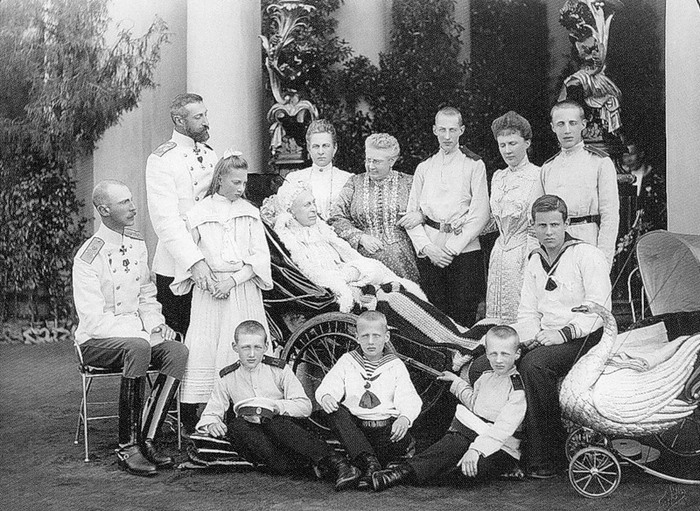
Da sinistra a destra: il granduca Dmitrij, il granduca Konstantin, la principessa Tat'jana, la granduchessa Aleksandra Iosifovna. Seduti a terra i principi Konstantin, Igor' e Oleg. In piedi, dietro, la regina Ol'ga, la granduchessa Vera, il principe Ivan, la granduchessa Elizaveta Maravkievna, il principe Gavriil ed il principe Cristoforo di Grecia in uniforme della marina.

Il granduca decise infine di ritirarsi dal servizio attivo e questo gli permise di focalizzarsi solamente sulla sua passione per i cavalli. Dmitrij Konstantinovič creò un centro equestre modello, le scuderie Dubrovskij, in periferia del villaggio di Mirgord, nella provincia di Poltava. Nel 1911, Dmitrij divenne presidente della Società Imperiale per le Corse dei Cavalli e venne nominato presidente onorario della Società Russa per la Cura e la Protezione degli Animali. Nell'autunno del 1913, inaugurò l'Esposizione Equina russa a Kiev.
Col tempo, il granduca si spostò sempre più frequentemente in Crimea, sulle rive del Mar Nero, giovandosi del clima locale. Nel 1907 acquistò un piccolo appezzamento di terra a Gaspara, in Crimea, e l'anno successivo vi fece costruire la sua Kičkine, che in lingua tartara significa "piccolo gioiello". La villa venne disegnata in stile moresco e costruita con pietra locale.
La madre di Dmitrij morì nel 1911, il granduca divenne motivo di ilarità quando, al termine della cerimonia, cercando di baciare il volto dell'icona che la defunta madre teneva tra le mani, mancò la distanza adeguata e capitombolò a terra dal tanto che era incapace di vedere correttamente.

### Prima guerra mondiale e rivoluzione bolscevica

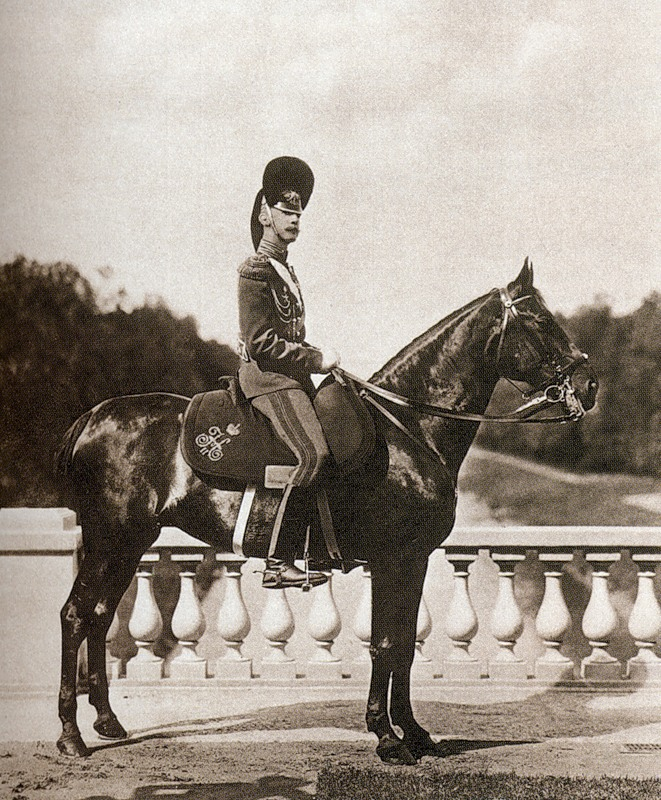
Il granduca Dmitrij a Strelna

Dmitrij era da anni convinto che una guerra con la Germania fosse ormai inevitabile e non si meravigliò dello scoppio della prima guerra mondiale. La sua quasi cecità non gli permise di prendere parte direttamente al conflitto, ma dovette accontentarsi di allenare i cavalli da inviare poi al fronte.
Mai interessatosi di politica, Dmitrij Konstantinovič rimase silenzioso durante il tumultuoso periodo che precedette la caduta dei Romanov, in quanto credeva che non fosse suo compito dare consigli a Nicola II su come procedere.
Dmitrij era alla sua residenza in Crimea quando seppe che Rasputin era stato assassinato. Rimase colpito da come alcuni membri della famiglia imperiale, tra cui sua sorella Olga, regina degli Elleni, avessero firmato un biglietto di compiacimento da inviare allo zar anche a suo nome, rimarcando in seguito non solo di non averlo firmato personalmente ma di non essere d'accordo con l'iniziativa.
Il granduca si trovava invece a San Pietroburgo quando scoppiò la rivoluzione alla fine di febbraio del 1917. Malgrado i tempi duri, aveva acquistato una grande tenuta a San Pietroburgo.
Si trovava qui quando seppe dell'abdicazione di Nicola II e della formazione del governo provvisorio. Dopo la caduta della sua famiglia dal trono, visse in un quasi totale isolamento, dipendendo in gran parte da Aleksandr Korončencov, suo fidato aiutante, per le necessità quotidiane. Sua nipote, la principessa Tat'jana, che aveva perduto suo figlio durante la guerra, viveva con lui.

### Esilio
Dopo il colpo di stato bolscevico del novembre del 1917, i giornali di San Pietroburgo pubblicarono un decreto che convocava i membri della famiglia Romanov presso la Čeka, la polizia segreta. Inizialmente a questi venne solo richiesto di non lasciare la città. Nel marzo del 1918 i Romanov registrati vennero convocati nuovamente per essere esiliati. Dmitrij si portò alla convocazione accompagnato dal colonnello Aleksandr Koročencov, suo aiutante, e da sua nipote, la principessa Tat'jana Konstantinovna.
I capi bolscevichi di San Pietroburgo, Grigorij Zinov'ev (nato Radomysl'skij-Apfelbaum) e Moisej Urickij, decisero di inviare i membri maschi della famiglia Romanov in esilio in Russia. Temendo l'occupazione di San Pietroburgo da parte dei tedeschi durante la guerra, la capitale venne spostata a Mosca. Dmitrij ottenne come scelte per l'esilio Vologda, Olonec o Vjatka. Scelse Vologda, la città più vicina all'ex capitale imperiale. Il 18 aprile, Dmitrij, con il proprio bagaglio e sua nipote, la principessa Tat'jana, i suoi due figli, la tata dei figli ed il suo aiutante, il colonnello Koročencov, presero il treno e lasciarono San Pietroburgo per l'esilio.
A Vologda, Dmitrij Konstantinovič prese due camere in una casa di proprietà di un mercante locale, con vista sul fiume. Visse in una stanza col colonnello Koročencov, mentre Tat'jana ed i bambini occupavano l'altra. I loro movimenti ad ogni modo non erano pedinati ed erano liberi di spostarsi per la cittadina a loro piacimento. Poco dopo il loro arrivo, il gruppo seppe che anche i granduchi Nikolaj e Georgij Michajlovič avevano scelto quella città per il loro esilio. I prigionieri erano costretti a fare rapporto al quartier generale della Čeka una volta a settimana, facendosi spesso visita. A metà maggio, il colonnello Alexander von Leiming, uno degli aiutanti di Dmitrij Konstantinovič, giunse a Vologda con la notizia di avere la possibilità di far fuggire il granduca in Finlandia, ma questi si rifiutò di lasciare la Russia.
Questa situazione tranquilla ma incerta venne brutalmente interrotta il 14 luglio, due giorni dopo l'uccisione di Nicola II e della sua famiglia. Quella mattina una macchina con quattro uomini armati giunse in città e prese con sé il granduca dai suoi alloggi; il gruppo venne portato in una struttura adibita a carcere e più piccola, circondata da mura, dove potevano più facilmente essere controllati.
Il granduca Georgy scrisse a sua moglie in Inghilterra: "A ciascuno di noi è stata data una cella, e poi ci raggiunse Dmitrij. Lo vidi arrivare attraverso le sbarre di ferro alla mia finestra, ed era afflitto e con un'espressione triste. Le prime ventiquattr'ore furono dure, ma dopo quelle ci permisero di avere i nostri letti da campo e anche i nostri vestiti di ricambio. Nella prigione non c'è nessuno eccetto noi tre". I granduchi erano guardati a vista da guardie delle province baltiche. "Ci trattano come loro camerati, e non hanno chiuso le nostre celle ma ci permettono di camminare nel piccolo giardino del cortile. Il nostro cibo viene da fuori". Durante la prigionia, il gruppo seppe dell'uccisione di Nicola II e della sua famiglia; questo sembrò indicare l'avvento di tempi ancora più duri e la principessa Tatiana lasciò Vologda coi suoi due figli più piccoli per fare ritorno a San Pietroburgo, divenuta nel frattempo Pietrogrado. Il 21 luglio, tutti i granduchi esiliati a Vologda vennero riportati a Pietrogrado. Nell'ex capitale imperiale, gli uomini vennero incarcerati nuovamente in una cella con altri sei internati presso il quartier generale della Čeka.

### Prigionia
Al suo arrivo all'ex capitale, Dmitrij Konstantinovič e gli altri granduchi chiesero di interloquire con Moisej Urickij, capo della Čeka di Pietrogrado. Il granduca Georgij scrisse a tal proposito: "Dmitrij chiese a Urickij il perché noi ci trovassimo imprigionati, e la sua risposta fu che questo era per salvarci perché il popolo era intenzionato a linciarci a Vologda", una spiegazione dura a credersi. I prigionieri vennero fotografati e quindi trasferiti alla prigione di Kresty.
Poco dopo, vennero trasferiti nuovamente, questa volta alla prigione di Špalernaja. Ciascuno disponeva di una propria cella privata, ma questa era larga 91 cm e lunga circa 2 metri. Il loro unico mobilio era un letto in ferro. I granduchi ottennero di poter avere 45 minuti d'aria due volte al giorno, anche se in un primo momento essi non potevano avere contatti tra loro. Le guardie li trattavano bene e probabilmente li aiutarono anche a far pervenire delle lettere all'esterno. Dopo diversi giorni venne loro permesso di uscire nel cortile e di far arrivare alcuni beni dall'esterno come ad esempio le sigarette e lenzuola pulite. La giornata di prigionia iniziava al risveglio alle 7.00. Il pranzo veniva servito al mezzogiorno e consisteva in un brodo di lische di pesce e pane nero. Le luci si spegnevano alle 19.00.
Il principe Gavriil Konstantinovič si disse scioccato la prima volta che ebbe l'occasione di rivedere suo zio Dmitrij in giardino. Dall'esterno diversi parenti si mossero per ottenere la loro liberazione e di loro si interessò anche Maksim Gor'kij, il quale chiese a Lenin in persona la loro scarcerazione. Alla fine del 1918, il principe Gavriil, malato, ottenne il permesso di lasciare il carcere e andò in esilio fuori dalla Russia.
Il colonnello von Leiming inviava cibo regolarmente al granduca Dmitrij; il 29 gennaio 1919, gli venne restituita una nota secondo la quale il granduca non sarebbe più stato tenuto prigioniero. Il giorno successivo seppe della sua esecuzione.

### Esecuzione
Pur non essendovi informazioni ufficiali circa l'esecuzione del granduca Dmitrij Konstantinovič, molte furono i resoconti sulla sua morte.
Alle 23:30 della notte tra il 27 ed il 28 gennaio, le guardie svegliarono i granduchi Dmitrij Konstantinovič, Nikolaj Michajlovič e Georgij Michajlovič, nelle loro celle della prigione di Špalernaja, dicendo loro che sarebbero stati spostati ancora una volta e di preparare pertanto i loro bagagli. Inizialmente pensarono di venire portati a Mosca. Il granduca Nikolaj Michajlovič giunse persino a pensare che sarebbero stati liberati, ma suo fratello Georgij disse di aver capito che la loro condanna era ormai imminente. I granduchi ebbero uno strano presentimento quando, al momento di partire, venne detto loro di abbandonare i bagagli.
I granduchi vennero portati all'esterno, caricati su un furgone dove già si trovavano quattro criminali comuni e sei membri della guardia rossa.
Alla 1:20 del 28 gennaio il gruppo lasciò la prigione. Il furgone attraversò il fiume e si bloccò nei pressi del campo di Marte della fortezza locale. Mentre il guidatore stava cercando di farlo ripartire, uno dei condannati tentò di fuggire e venne colpito alla schiena da un colpo di fucile. Il furgone riprese a muoversi e portò i prigionieri presso la cattedrale dei Santi Pietro e Paolo. I prigionieri vennero spinti giù dal camion e portati verso il bastione Trubeckoj. Venne chiesto loro di togliersi le loro maglie ed i loro soprabiti, malgrado vi fossero 20 °C sotto zero. A quel punto non avevano dubbio su ciò che sarebbe successo e i granduchi si abbracciarono per l'ultima volta.
Altri soldati giunsero con un'altra persona che alla fine i granduchi riconobbero come il loro cugino Pavel Aleksandrovič. Vennero quindi scortati a braccetto da un soldato sino ad una trincea scavata nel cortile. Quando il gruppo passò davanti alla cattedrale dei Santi Pietro e Paolo, dove erano sepolti i loro antenati, i granduchi si fecero il segno della croce. I prigionieri vennero allineati nei pressi della buca dove già erano presenti altri tredici corpi; Nikolaj Michajlovič, che portava con sé il suo gatto, lo diede ad un soldato chiedendogli di prendersene cura. Tutti i granduchi affrontarono la morte con grande coraggio. Georgij e Dmitrij si misero silenziosamente in preghiera, e Dmitrij pregò con le parole di Gesù: "Padre perdona loro perché non sanno quello che fanno" e queste sembra siano state le sue ultime parole. Pavel, che era molto malato, venne ucciso sulla barella che lo trasportava. I granduchi Nikolaj, Georgij e Dmitrij vennero uccisi cadendo insieme e la fucilata gettò i loro corpi nella fossa.
Anche se i corpi finirono con quelli degli altri nella fossa comune, quello di Dmitrij Konstantinovič venne segretamente recuperato la mattina seguente dal devoto ex aiutante, von Leiming, che lo avvolse in un tappeto e gli diede sepoltura privata nel giardino della sua casa di Pietrogrado, dove si trova tutt'oggi.

## Ascendenza
|                                  |                                |                                                 | Genitori                                  |  |  | Nonni |  |  | Bisnonni          |  |  | Trisnonni            |  |
|                                  |                                |                                                 |                                           |  |  |       |  |  | Paolo I di Russia |  |  | Pietro III di Russia |  |
|                                  |                                |                                                 |                                           |  |  |       |  |  | Paolo I di Russia |  |  | Pietro III di Russia |  |
|                                  |                                | Caterina II di Russia                           |                                           |  |  |       |  |  | Paolo I di Russia |  |  |                      |  |
| Nicola I di Russia               |                                |                                                 |                                           |  |  |       |  |  | Paolo I di Russia |  |  |                      |  |
|                                  |                                | Sofia Dorotea di Württemberg                    | Federico II Eugenio di Württemberg        |  |  |       |  |  |                   |  |  |                      |  |
|                                  |                                | Sofia Dorotea di Württemberg                    | Federico II Eugenio di Württemberg        |  |  |       |  |  |                   |  |  |                      |  |
|                                  |                                | Sofia Dorotea di Württemberg                    | Federica Dorotea di Brandeburgo-Schwedt   |  |  |       |  |  |                   |  |  |                      |  |
| Konstantin Nikolaevič Romanov    |                                | Sofia Dorotea di Württemberg                    |                                           |  |  |       |  |  |                   |  |  |                      |  |
|                                  |                                | Federico Guglielmo III di Prussia               | Federico Guglielmo II di Prussia          |  |  |       |  |  |                   |  |  |                      |  |
|                                  |                                | Federico Guglielmo III di Prussia               | Federico Guglielmo II di Prussia          |  |  |       |  |  |                   |  |  |                      |  |
|                                  |                                | Federico Guglielmo III di Prussia               | Federica Luisa d'Assia-Darmstadt          |  |  |       |  |  |                   |  |  |                      |  |
| Carlotta di Prussia              |                                | Federico Guglielmo III di Prussia               |                                           |  |  |       |  |  |                   |  |  |                      |  |
|                                  |                                | Luisa di Meclemburgo-Strelitz                   | Carlo II di Meclemburgo-Strelitz          |  |  |       |  |  |                   |  |  |                      |  |
|                                  |                                | Luisa di Meclemburgo-Strelitz                   | Carlo II di Meclemburgo-Strelitz          |  |  |       |  |  |                   |  |  |                      |  |
|                                  |                                | Luisa di Meclemburgo-Strelitz                   | Federica Carolina Luisa d'Assia-Darmstadt |  |  |       |  |  |                   |  |  |                      |  |
| Dmitrij Konstantinovič Romanov   |                                | Luisa di Meclemburgo-Strelitz                   |                                           |  |  |       |  |  |                   |  |  |                      |  |
|                                  | Federico di Sassonia-Altenburg | Ernesto Federico III di Sassonia-Hildburghausen |                                           |  |  |       |  |  |                   |  |  |                      |  |
|                                  | Federico di Sassonia-Altenburg | Ernesto Federico III di Sassonia-Hildburghausen |                                           |  |  |       |  |  |                   |  |  |                      |  |
|                                  | Federico di Sassonia-Altenburg | Ernestina Augusta di Sassonia-Weimar            |                                           |  |  |       |  |  |                   |  |  |                      |  |
| Giuseppe di Sassonia-Altenburg   | Federico di Sassonia-Altenburg |                                                 |                                           |  |  |       |  |  |                   |  |  |                      |  |
|                                  |                                | Carlotta di Meclemburgo-Strelitz                | Carlo II di Meclemburgo-Strelitz          |  |  |       |  |  |                   |  |  |                      |  |
|                                  |                                | Carlotta di Meclemburgo-Strelitz                | Carlo II di Meclemburgo-Strelitz          |  |  |       |  |  |                   |  |  |                      |  |
|                                  |                                | Carlotta di Meclemburgo-Strelitz                | Federica Carolina Luisa d'Assia-Darmstadt |  |  |       |  |  |                   |  |  |                      |  |
| Alessandra di Sassonia-Altenburg |                                | Carlotta di Meclemburgo-Strelitz                |                                           |  |  |       |  |  |                   |  |  |                      |  |
|                                  |                                | Ludovico Federico Alessandro di Württemberg     | Federico II Eugenio di Württemberg        |  |  |       |  |  |                   |  |  |                      |  |
|                                  |                                | Ludovico Federico Alessandro di Württemberg     | Federico II Eugenio di Württemberg        |  |  |       |  |  |                   |  |  |                      |  |
|                                  |                                | Ludovico Federico Alessandro di Württemberg     | Federica Dorotea di Brandeburgo-Schwedt   |  |  |       |  |  |                   |  |  |                      |  |
| Amalia di Württemberg            |                                | Ludovico Federico Alessandro di Württemberg     |                                           |  |  |       |  |  |                   |  |  |                      |  |
|                                  |                                | Enrichetta di Nassau-Weilburg                   | Carlo Cristiano di Nassau-Weilburg        |  |  |       |  |  |                   |  |  |                      |  |
|                                  |                                | Enrichetta di Nassau-Weilburg                   | Carlo Cristiano di Nassau-Weilburg        |  |  |       |  |  |                   |  |  |                      |  |
|                                  |                                | Enrichetta di Nassau-Weilburg                   | Carolina d'Orange-Nassau                  |  |  |       |  |  |                   |  |  |                      |  |
|                                  |                                | Enrichetta di Nassau-Weilburg                   |                                           |  |  |       |  |  |                   |  |  |                      |  |